# Kahala (Türi)
Pour les articles homonymes, voir Kahala.
Kahala est un village de la Commune de Türi du Comté de Järva en Estonie.
Au 31 décembre 2011, il compte 122 habitants.